# Championnats de Belgique d'athlétisme 1964
En 1964 les Championnats de Belgique d'athlétisme toutes catégories pour hommes et femmes se sont déroulés les 1er et 2 août au stade du Heysel à Bruxelles.

## Résultats
| Hommes             | Prestation    | Catégorie         | Femmes                 | Prestation   |
| ------------------ | ------------- | ----------------- | ---------------------- | ------------ |
| Paul Poels         | 10 s 8        | 100 m             | Therese Schueremans    | 12 s 7       |
| Paul Poels         | 21 s 8        | 200 m             | Louise Fricq           | 26 s 5       |
| Jacques Pennewaert | 48 s 0        | 400 m             | Godelieve Roggeman     | 61 s 0       |
| Jacques Pennewaert | 1 min 51 s 6  | 800 m             | Anne-Marie Deffernez   | 2 min 18 s 0 |
| Eugène Allonsius   | 3 min 53 s 8  | 1 500 m           | -                      | -            |
| Eugène Allonsius   | 14 min 57 s 0 | 5 000 m           | -                      | -            |
| Rik Clerckx        | 30 min 38 s 4 | 10 000 m          | -                      | -            |
| -                  | -             | 80 m haies        | Hilde De Cort          | 12 s 0       |
| Leo Marien         | 14 s 4        | 110 m haies       | -                      | -            |
| Wilfried Geeroms   | 54 s 2        | 400 m haies       | -                      | -            |
| Gaston Roelants    | 9 min 25 s 8  | 3 000 m steeple   | -                      | -            |
| Freddy Herbrand    | 2,01 m        | Saut en hauteur   | Anita Van der Aa       | 1,45 m       |
| Paul Coppejans     | 4,20 m        | Saut à la perche  | -                      | -            |
| Willy De Rijcke    | 7,35 m        | Saut en longueur  | Rose-Marie De Bruycker | 5,53 m       |
| Freddy Herbrand    | 14,37 m       | Triple saut       | -                      | -            |
| Rolland Borrey     | 15,60 m       | Lancer du poids   | Hilde De Cort          | 12,64 m      |
| Bertrand De Decker | 45,37 m       | Lancer du disque  | Rita Beyens            | 38,05 m      |
| Guy Van Zeune      | 66,25 m       | Lancer du javelot | Ghislaine D'Hollander  | 41,04 m      |
| Henri Haest        | 50,05 m       | Lancer du marteau | -                      | -            |

## Sources
- Ligue Belge Francophone d'Athlétisme